# Kevin Berkeley
Kevin Jhamal Berkeley Wheatley (Ciudad de Panamá, 31 de mayo de 2002) es un futbolista panameño que juega como defensa en el AD San Carlos de la Primera División de Costa Rica.

## Trayectoria

### Tauro FC
Se formó en las categorías inferiores del Tauro FC, donde jugó varios torneos reservas del club.

### SD Atlético Nacional
En el 2021 fue anunciado como nuevo jugador del SD Atlético Nacional donde debutó profesional en la Liga Prom el 21 de febrero de 2021 en el Torneo Apertura 2021 en donde llegó hasta la semifinales de conferencia oeste, también disputó el Torneo Clausura 2021 fue subcampeón de la conferencia oeste.

### Coritiba FC
El 1 de diciembre de 2021 fue anunciado como nuevo jugador del Coritiba FC, donde alternó con el equipo sub-20 y el segundo equipo del club.

### Tauro FC
El 3 de febrero de 2023 fue anunciado su regreso al club donde se formó, el Tauro FC. Su debut con el club fue el 4 de marzo de 2023 en la victoria 3 a 0 contra el Atlético Chiriquí en el Estadio Rommel Fernández siendo suplente entrando al minuto 54 por Gustavo Chara, en el Torneo Apertura 2023 disputó 5 partidos con el club.

### UMECIT FC
El 27 de junio de 2023 fue anunciada su cesión al UMECIT FC por el Tauro FC. Debutó con el club el 22 de julio de 2023 en la derrota 0 a 1 contra el San Francisco FC en el Estadio Rommel Fernández siendo titular jugando todo el partido. En el Torneo Clausura 2023 jugó 11 partidos y anotó 2 goles.

### CD Universitario
El 19 de enero de 2024, fue anunciado como nuevo jugador del CD Universitario cedido por el Tauro FC. Debutó con el club el 19 de enero de 2024 en el empate 1 a 1 contra el CA Independiente en el Estadio Universidad Latina en donde fue titular y jugó todo el partido.

## Selección nacional

### Categorías inferiores
Ha sido convocado por la selección sub-15 de Panamá y El 23 de mayo de 2022, fue llamado a la selección sub-21 de Panamá para disputar el Torneo Maurice Revello celebrado en Francia.

### Selección absoluta
Hizo su debut con la selección absoluta  el 27 de agosto de 2023 en la victoria 2 a 1 contra Bolivia en un partido amistoso; el partido se jugó en el Estadio Félix Capriles en Bolivia en donde fue titular y jugó hasta el minutó 86.

### Participaciones en Selección Nacional
| Copa                        | Categoría | Sede    | Resultado | Partidos | Goles |
| --------------------------- | --------- | ------- | --------- | -------- | ----- |
| Torneo Maurice Revello 2022 | Sub-21    | Francia | 7.º lugar | 1        | 0     |

## Clubes
| Club                 | País       | Año       |
| -------------------- | ---------- | --------- |
| SD Atlético Nacional | Panamá     | 2021      |
| Coritiba FC          | Brasil     | 2022-2023 |
| Tauro FC             | Panamá     | 2023      |
| UMECIT FC            | Panamá     | 2023      |
| CD Universitario     | Panamá     | 2024      |
| AD San Carlos        | Costa Rica | 2025-act. |